# Aplasia
Aplasia, dal greco a- (privo) plésein (formare), è il termine con cui si indica il mancato sviluppo di un tessuto o di un organo. Talvolta il termine viene usato in maniera erronea per indicare la completa assenza di un organo, ma in questo caso è più corretto parlare di agenesia. 

## Aplasie in ematologia
In particolare nell'ematologia il termine identifica l'insufficiente sviluppo cellulare:
- Aplasia pura delle emazie
- Aplasia midollare
- Aplasia pura della serie bianca e della serie rossa, caratteristica quest'ultima delle malattie croniche del rene[1]
- Aplasia venosa[2]

## Aplasia cutis congenita
L'aplasia cutis congenita è una forma particolare di aplasia dove si mostra l'assenza di un'area della pelle (si verifica soprattutto nel cuoio capelluto), di carattere genetico risulta un elemento diagnostico della sindrome Adams-Oliver.